# Bijou Bidwell
Bijou Edith Ernestine Bidwell (geb. Bijou Peters; geb. am 29. März 1927 in Freetown; gest. am 12. Februar 2014) war eine gambische Journalistin, Menschenrechtsaktivistin und Krankenschwester.

## Leben
Bidwell besuchte die St. Mary’s Anglican Primary School und anschließend die Methodist Girls’ High School (heute Gambia Senior Secondary School), wo sie Schulsprecherin war.
Am Bristol Royal Infirmary und King’s College Hospital in Großbritannien wurde sie ab etwa 1947 zur Krankenschwester (State Registered Nurse) und Hebamme (State Certified Midwife) ausgebildet.
Ab 1955 arbeitete sie als Krankenschwester am Royal Victoria Hospital (heute Edward Francis Small Teaching Hospital) in Banjul, später in Basse. Nach ihrer Hochzeit bildete sie sich in Großbritannien in Public Health (Community) Nursing weiter. Bidwell begleitete ihren Mann nach Mali (ab 1968), Benin (ab 1971), Nigeria (ab 1974), Dahomey und Genf, wo sie ab ca. 1977 längere Zeit lebte.
Nach ihrer Rückkehr nach Banjul begann sie als Journalistin zu arbeiten und belegte einen Fernlehrgang an der London School of Journalism. Sie schrieb unter ihrem Mädchennamen Bijou Peters unter anderem für The Point, The Daily Observer und weitere Zeitungen und Zeitschriften. In ihren Veröffentlichungen setzte sie sich insbesondere für sozial Benachteiligte ein, benannte soziale Probleme und geriet dabei in Konflikte mit der Kirche und der Regierung.
Bidwell engagierte sich in der Frauenrechtsorganisation GAMCOTRAP ab deren Gründungszeit gegen Weibliche Genitalverstümmelung. Sie saß viele Jahre im Vorstand der Organisation.
Außerdem unterstützte sie die gambische Gewerkschaft Gambia Press Union und beriet junge Journalisten.
Bidwell starb am 12. Februar 2014 im Alter von 86 Jahren.

## Familie
Bijou Bidwell war Teil einer bedeutenden gambischen Familie. Sie kam als ältestes Kind des Journalisten und Verlegers Lenrie Peters Senior (1894–1968) und Kezia Rosemary Peters zur Welt. Ihre Mutter war Enkelin (Tochter der jüngsten Tochter) von Thomas Maxwell (ca. 1823–1905), der als Priester in Sierra Leone und Cape Coast, Goldküste (heute Ghana) tätig war. Ihre Eltern waren der Bevölkerungsgruppe der Aku zuzurechnen.
Unter ihren Geschwistern waren die Historikerin Florence Mahoney (geb. 1929), der Chirurg und Schriftsteller Lenrie Peters (1932–2009), die Entwicklungshelferin Ruby Peters (gest. 2008) und der Schauspieler Dennis Alaba Peters (gest. 1996).
Sie heiratete im September 1956 den Mediziner Ernest Bidwell (Ernest Samuel Walmsley Bidwell, 1923–2007). Dieser arbeitete für die Weltgesundheitsorganisation (WHO). Sie hatte mit ihm zwei Töchter, Alaphia and Oremie.

## Ehrungen und Auszeichnungen
Die Frauenrechtsorganisation GAMCOTRAP ernannte sie zum Ehrenmitglied des Vorstands auf Lebenszeit.
Die gambische Gewerkschaft Gambia Press Union (GPU) zeichnete sie 2018 postum für ihre Leistungen aus.